# Новоалександрово (деревня, Московская область)
Новоалександрово — деревня в городском округе Мытищи Московской области России. Население — 73 чел. (2010).

## География
Расположена на севере Московской области, в юго-западной части Мытищинского района, примерно в 14 км к северо-западу от центра города Мытищи и 8 км от Московской кольцевой автодороги, на берегу Клязьминского водохранилища системы канала имени Москвы.
В деревне 8 улиц — Александровская, Зимняя, Лесная, Новоалександровская, Радужная, Товарищеская, Хлебниковская, Ясногорская и 1 переулок — Вешний. Связана автобусным сообщением с платформой Долгопрудная Савёловского направления Московской железной дороги. Ближайшие населённые пункты — село Троицкое, посёлки Новоалександрово и Покровская Гора.

## Население
| 1926 | 2002 | 2010 |
| ---- | ---- | ---- |
| 194  | ↘81  | ↘73  |

## История
По материалам Всесоюзной переписи населения 1926 года — деревня Троицкого сельсовета Коммунистической волости Московского уезда Московской губернии в 3 км от станции Хлебниково Савёловской железной дороги, проживало 194 жителя (79 мужчин, 115 женщин), насчитывалось 51 хозяйство, из которых 31 крестьянское.
С 1929 года — населённый пункт в составе Коммунистического района Московского округа Московской области. Постановлением ЦИК и СНК от 23 июля 1930 года округа как административно-территориальные единицы были ликвидированы.
Административная принадлежность
1929—1935 гг. — деревня Троицкого сельсовета Коммунистического района.
1935—1939 гг. — деревня Троицкого сельсовета Мытищинского района.
1939—1954 гг. — деревня Троицкого сельсовета Краснополянского района.
1954—1959 гг. — деревня Виноградовского сельсовета Краснополянского района.
1959—1960 гг. — деревня Виноградовского сельсовета Химкинского района.
1960—1963, 1965—1994 гг. — деревня Виноградовского сельсовета Мытищинского района.
1963—1965 гг. — деревня Виноградовского сельсовета Мытищинского укрупнённого сельского района.
1994—2006 гг. — деревня Виноградовского сельского округа Мытищинского района.
2006—2015 гг. — деревня городского поселения Мытищи Мытищинского района.

## Интересные факты
Начиная с пятилетнего возраста будущую звезду советской и российской эстрады Аллу Пугачёву отправляли на дачу в Новоалександрово, туда же доставляли трофейное пианино «Циммерман» и мать заставляла её заниматься на нём не менее 3 часов в день.